# 모리스 라퐁
모리스 라퐁(프랑스어: Maurice Lafont; 1927년 9월 13일, 일-드-프랑스 지방 빌뇌브-생-조르주 ~ 2005년 4월 8일, 랑그도크-루시용 님)은 프랑스의 전 축구 수비수이다. 그는 프랑스 국가대표팀 일원으로 1958년 월드컵에 참가했다.

## 수상
프랑스
- 월드컵 3위: 1958